# LU-661
La carretera autonómica LU-661, que recibe la denominación urbana de Rúa Escultor Francisco Moure, es una carretera secundaria de la Junta de Galicia que une el centro de Monforte de Lemos, en la provincia de Lugo, con la carretera LU-903, al sureste de la localidad. Tiene una longitud de 1,44 km.

## Trazado
Comienza su trazado en una rotonda del centro de Monforte de Lemos, junto al Campo de la Compañía, y recibe la denominación urbana de Rúa Escultor Francisco Moure en la totalidad de su recorrido.
Enlaza con las calles Sarria, Historiador Dalmiro de la Válgoma, Celso Emilio Ferreiro y Castelao, antes de cruzar mediante un paso a nivel la línea ferroviaria Monforte-Redondela. Tras cruzarlo enlaza con la Rúa Montepando y cruza mediante un paso inferior la carretera N-120. Posteriormente enlaza con los caminos de Fontiñas, A Roseira, A Chorima y As Carriozas, y con las calles Manuel Antonio y O Incio. 
Finaliza su trazado en la carretera LU-903 que une Monforte con Castro Caldelas y que recibe la denominación urbana de Rúa Dehesa Catro Ventos.